# Cecil Egwuatu
Cecil Egwuatu (Hamburgo, 29 de febrero de 1980) es un exjugador de baloncesto alemán. Jugó profesionalmente en su país, pero también en Austria, España y Finlandia.

## Trayectoria
Egwuatu creció en el distrito de San Pauli, siendo hijo de un inmigrante nigeriano. Jugó en los clubes DJK Hamburg y Eimsbütteler TV, antes de ser reclutado por el SC Rist Wedel, que le dio la oportunidad de empezar a jugar profesionalmente. 
Actuó en equipos de segunda y primera división de su país, como también en los Arkadia Traiskirchen Lions de la Österreichische Basketball Bundesliga de Austria.
En noviembre de 2001 se unió al CB Villa Los Barrios de la LEB 2, pero dejó el club en febrero de 2002 por motivos disciplinarios, luego de protagonizar un enfrentamiento contra su compañero de equipo Álex Escudero.
Posteriormente jugaría en la segunda división de Francia y en la primera de Finlandia, antes de pasar los últimos años de su carrera como deportista profesional en la Regionalliga Nord, el cuarto escalón del baloncesto alemán.

## Selección nacional
Representó a Alemania en el torneo de clasificación al Eurobasket Sub-18 de 1998.

## Vida personal
Tras retirarse de la práctica del deporte profesional, se convirtió en entrenador personal. En 2020 cobró notoriedad en su país al trivializar a la pandemia de COVID-19 desde sus redes sociales, difundiendo ideas conspirativas que asociaban a la enfermedad y sus técnicas para combatirla con un ataque de las élites globales contra la democracia.